# Cattedrale di Kazan' (San Pietroburgo)
La cattedrale di Kazan (in russo Казанский собор?, Kazanskij sobor), ufficialmente cattedrale dell'icona della Madre di Dio di Kazan (in russo Кафедральный собор Казанской иконы Божией Матери?, Kafedralʾnyj sobor Kazanskoj ikony Božiej Materi), è una chiesa neoclassica di San Pietroburgo la cui costruzione, iniziata nel 1801, fu completata nel 1811 come la vediamo. Il progetto di Andrej prevedeva due arcate ma ne fu realizzata solo una a causa di problemi finanziari; nel secolo successivo il denaro necessario al completamento sarebbe stato disponibile ma ormai non c'era più lo spazio per la seconda arcata perché gli spazi attigui alla cattedrale erano stati privatizzati.
Progettata da Andrej Voronichin, sorge sulla riva del Canale Gribaedov all'angolo con la Prospettiva Nevskij, unica fra i principali edifici religiosi ad essere stata costruita da architetti, con materiale e manodopera russi.
Il tempio è dedicato alla Madonna di Kazan', una delle icone più venerate della Russia.

## Storia

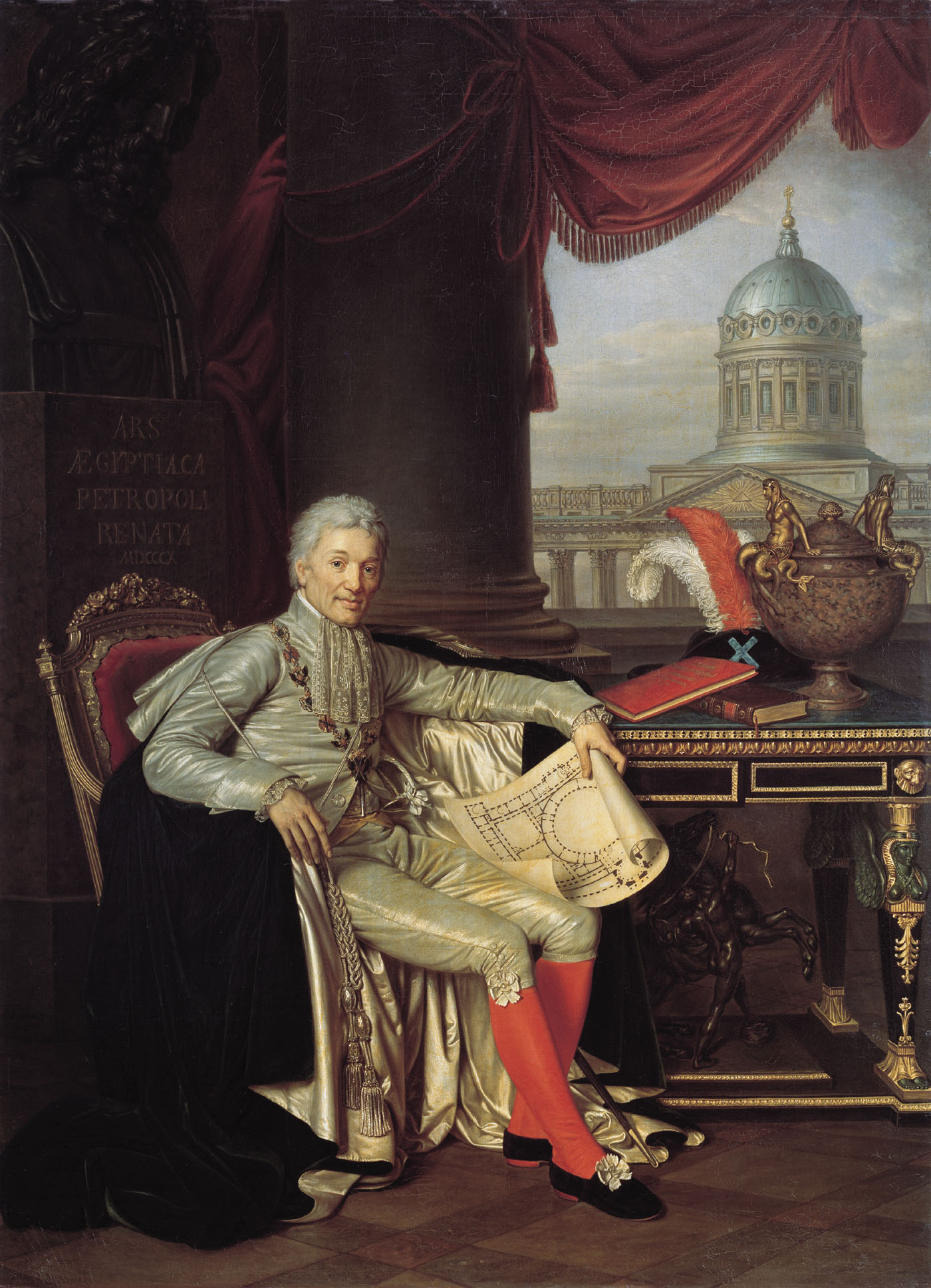
Aleksandr Sergeevič Stroganov (1733-1811) fu il supervisore della costruzione della cattedrale, la cui cupola si vede sullo sfondo

La costruzione fu iniziata nel 1801, sull'area della preesistente chiesa della Natività di Maria, demolita all'occasione, e si protrasse per dieci anni, diretta dall'architetto Andrej Voronichin. Il portico semicircolare evoca la Basilica di San Pietro di Roma. Alcuni storici ritengono che lo zar Pietro I intendesse costruire una chiesa gemella sull'altro lato della prospettiva Nevskij. Benché la Chiesa ortodossa russa disapprovasse con fermezza il progetto di costruire nell'allora capitale dell'impero russo una replica di un edificio di culto cattolico, molti uomini di corte supportarono le scelte dell'imperatore e dell'architetto Voronichin, che rispondevano al desiderio di unire la chiesa cattolica a quella ortodossa. La cattedrale fu impreziosita dai bassorilievi eseguiti dallo scultore Fëdor Gordeevič Gordeev.
In seguito all'invasione della Russia da parte di Napoleone I nel 1812, il comandante in capo dell'esercito, Michail Kutuzov rivolse le sue preghiere a Nostra signora di Kazan', tanto che la cattedrale divenne in seguito il luogo di celebrazione della vittoria russa su Napoleone. Kutuzov stesso, alla sua morte avvenuta nel 1813 vi fu sepolto. Nel 1815, le chiavi di diciassette città e otto fortezze furono portate dalle vittoriose armate russe dall'Europa e poste nella sacrestia della cattedrale. Nel 1837, Boris Orlovskij posò di fronte alla cattedrale due statue di bronzo dedicate alla memoria di Kutuzov e Barclay de Tolly.

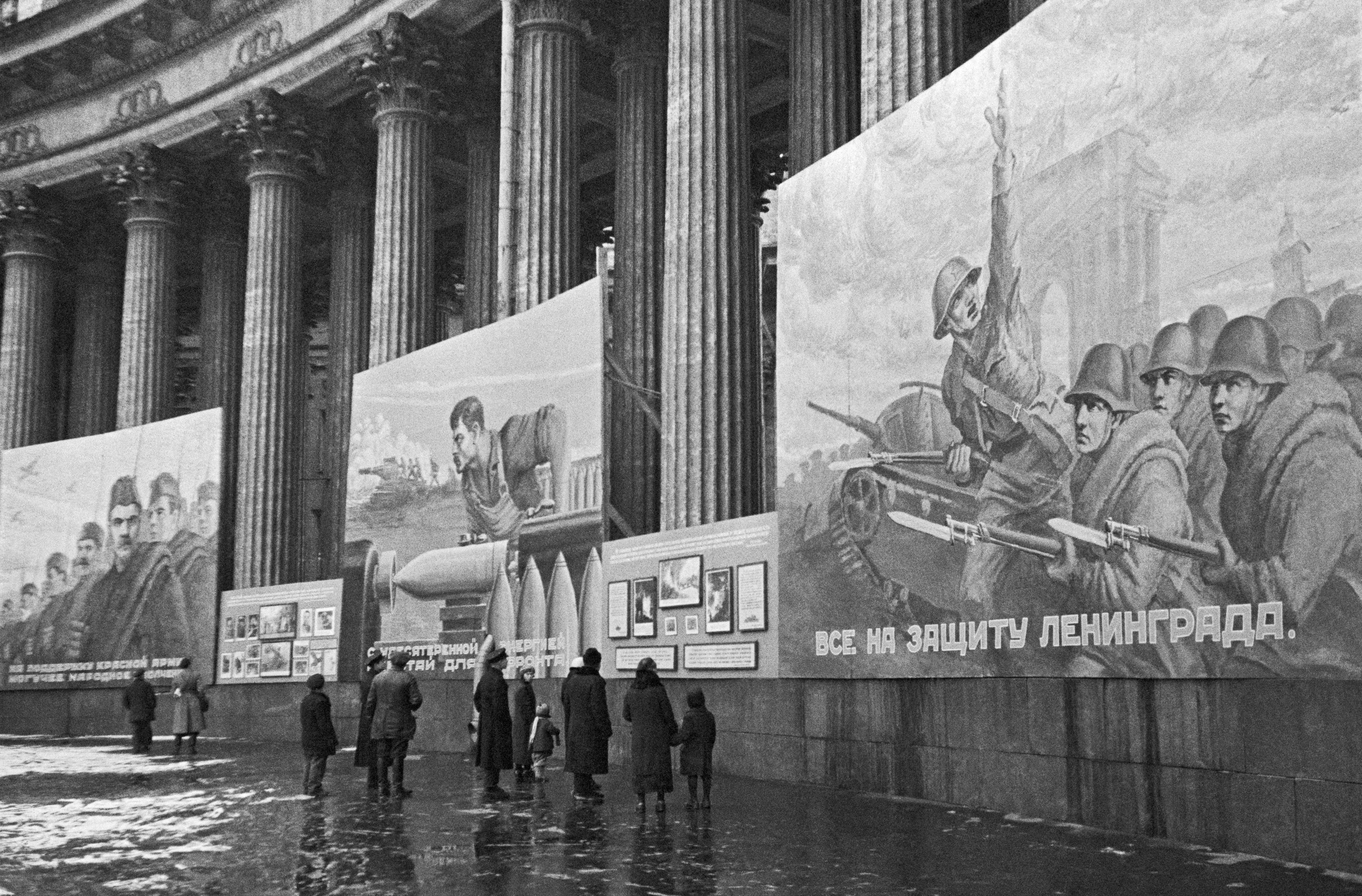
Cartelloni del 1941 che incoraggiano la popolazione durante l'assedio di Leningrado

Nel 1876, una delle prime manifestazioni politiche in Russia ebbe luogo di fronte alla chiesa. Dopo la Rivoluzione Russa, la cattedrale fu chiusa al culto. Nel 1932, vi fu ospitato il "Museo di storia delle religioni e dell'ateismo." Il culto venne ripristinato nel 1992 e quattro anni più tardi la cattedrale venne restituita alla chiesa Ortodossa. Ora è la principale cattedrale della diocesi.

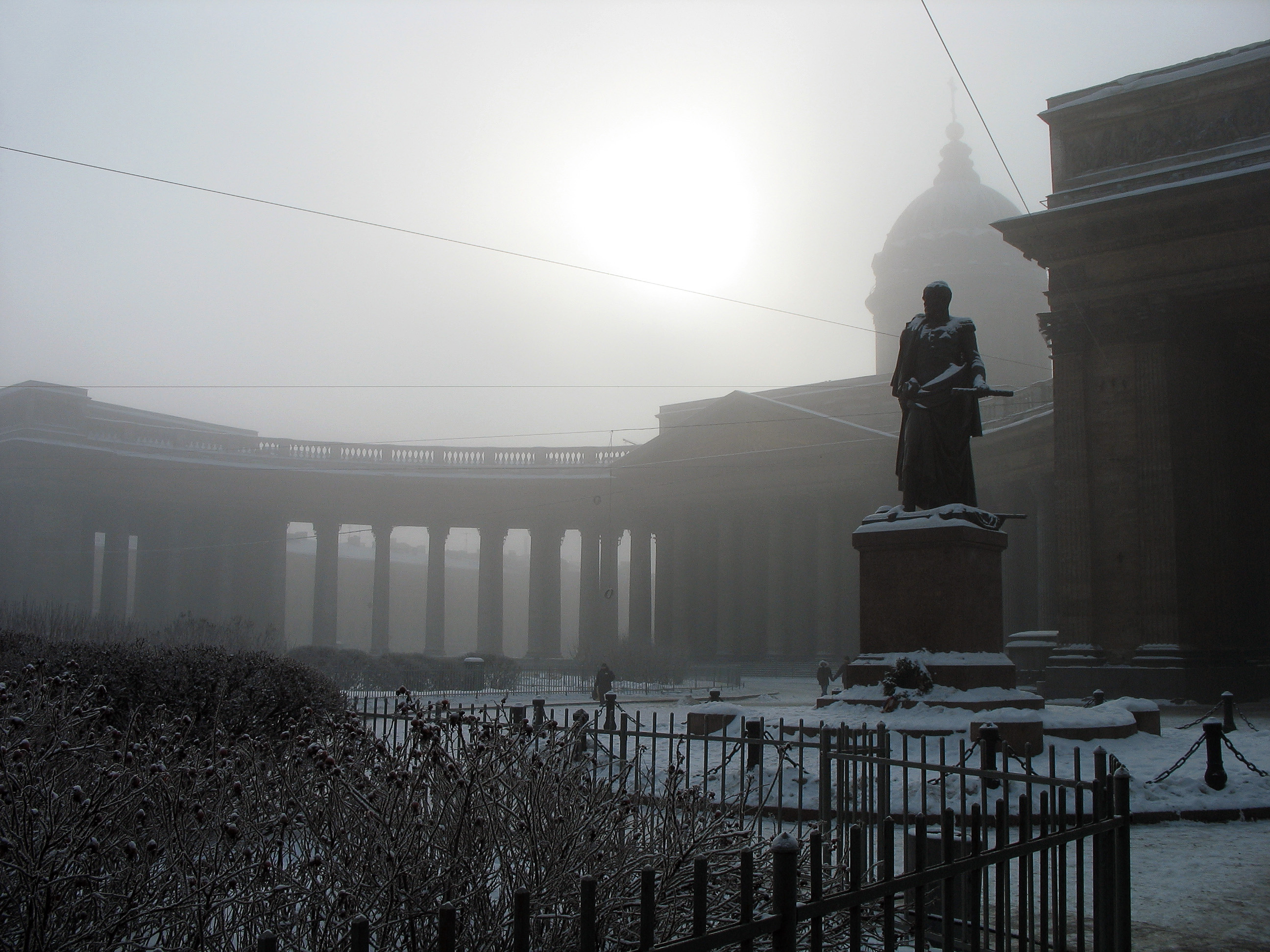
Il colonnato sotto la neve

## Architettura
Punto più caratteristico dell'imponente chiesa neoclassica è il vasto colonnato corinzio emiciclico, di ispirazione berniniana, con 144 colonne. Esso funge da facciata monumentale sulla Prospettiva Nevskij, in realtà introduce all'ingresso del transetto, mentre il prospetto principale è a destra, dietro il colonnato: l'interno è a croce latina, a tre navate (divise da colonne binate dai dorati capitelli corinzi, la principale con volta a botte, le laterali con soffitto piatto a cassettoni), con una grande cupola, del diametro di 17,7 m.

## Galleria d'immagini

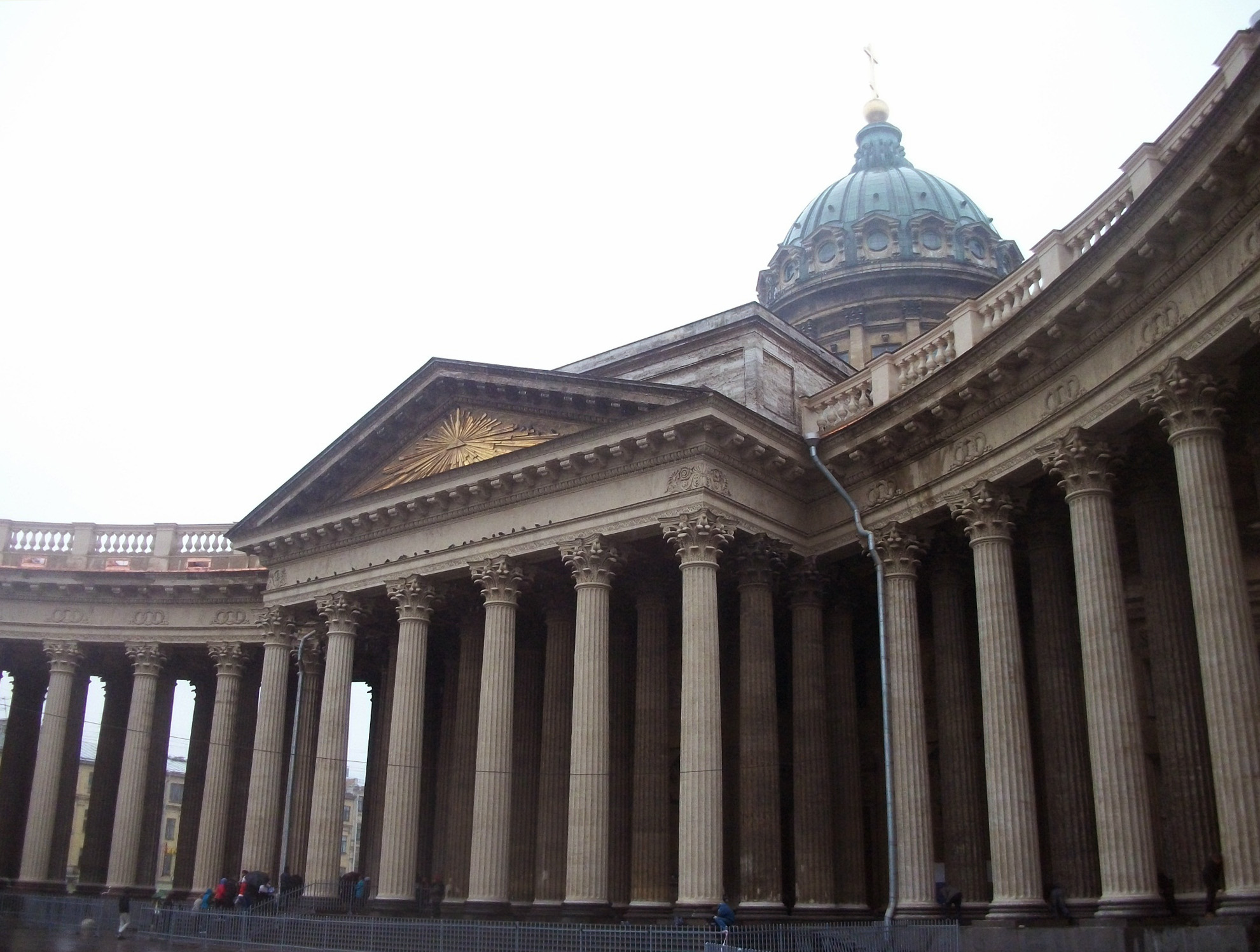
Dettaglio del colonnato
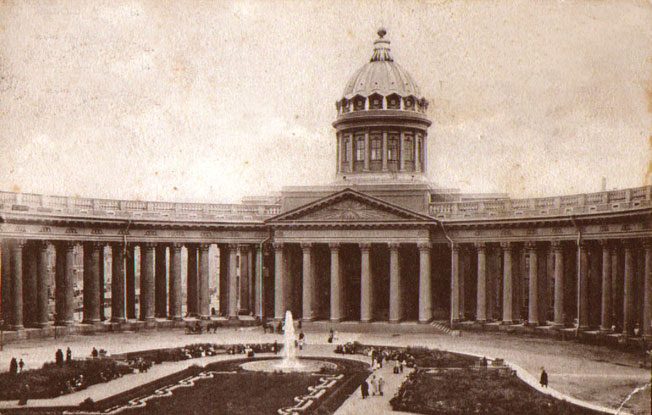
La cattedrale a inizio Novecento
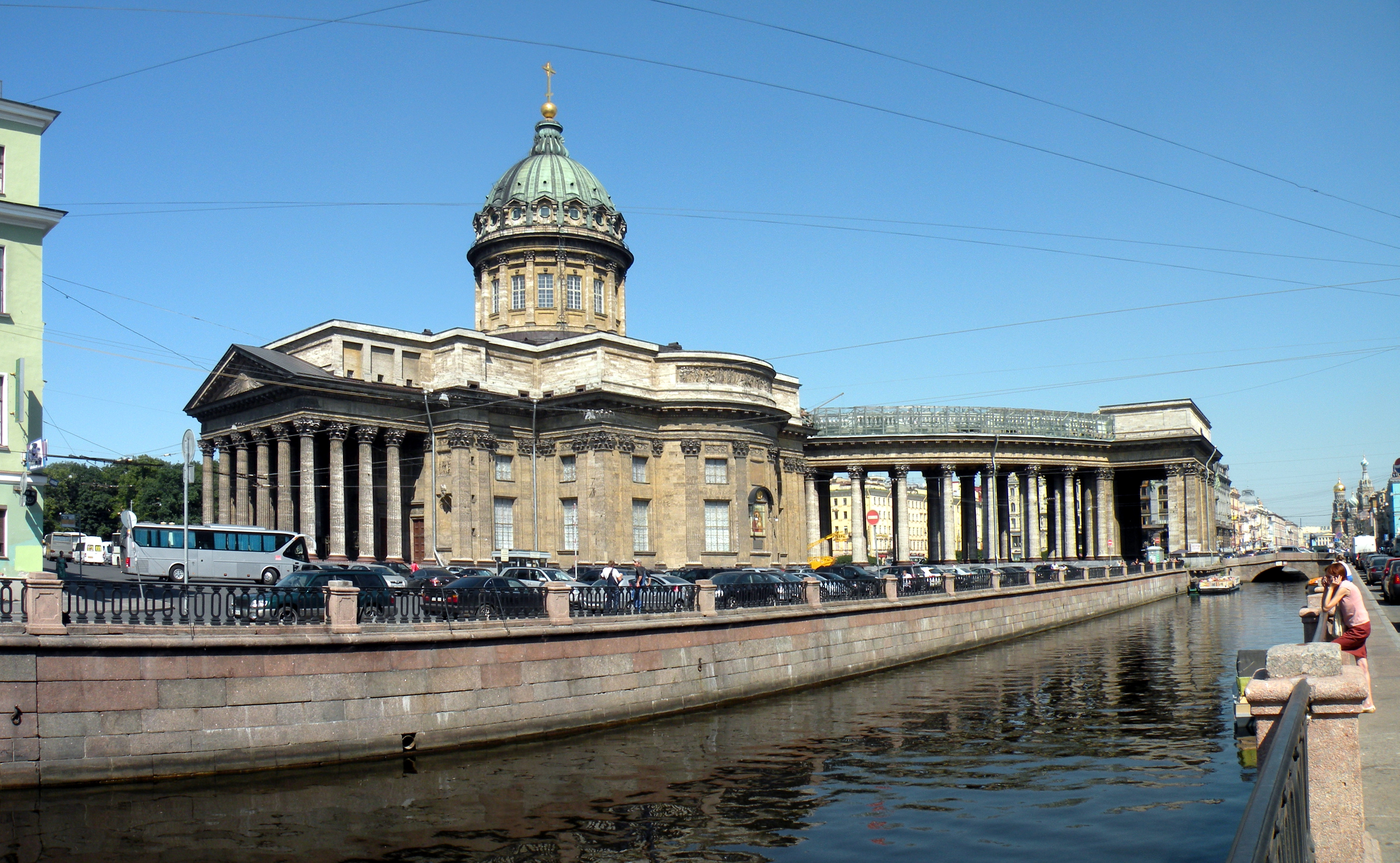
L'abside dal Canale Griboedov
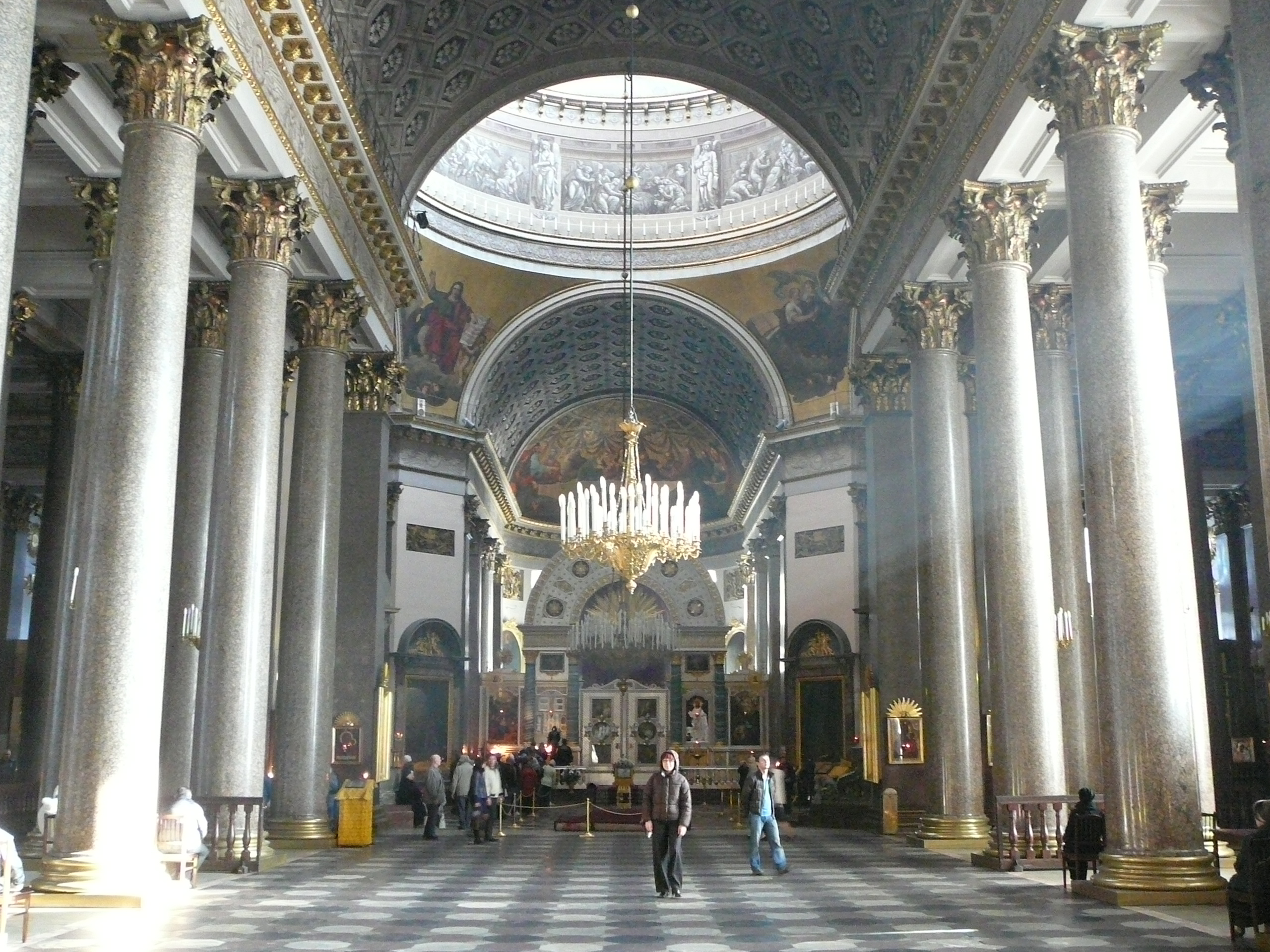
L'interno
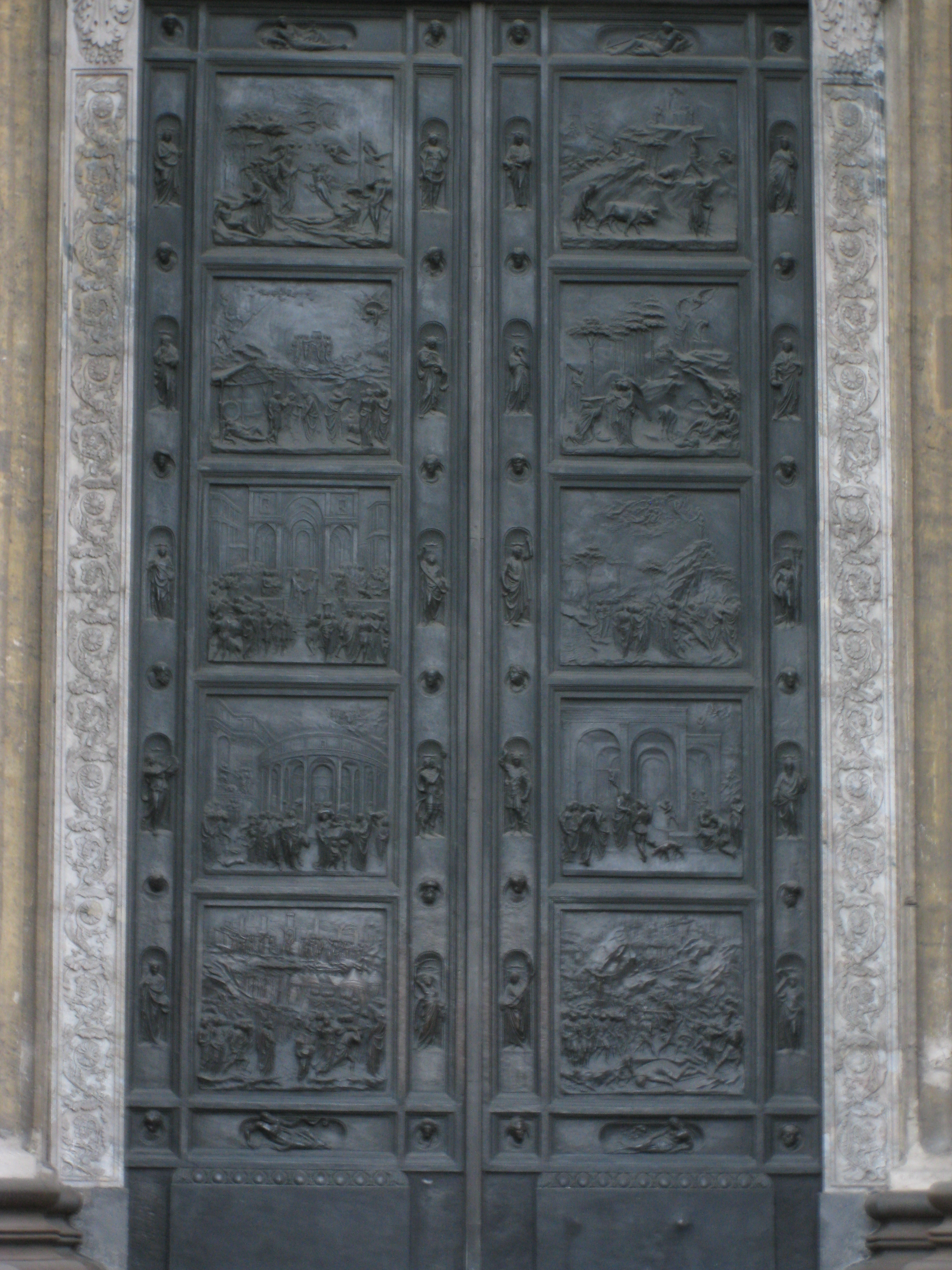
La replica della fiorentina Porta del Paradiso
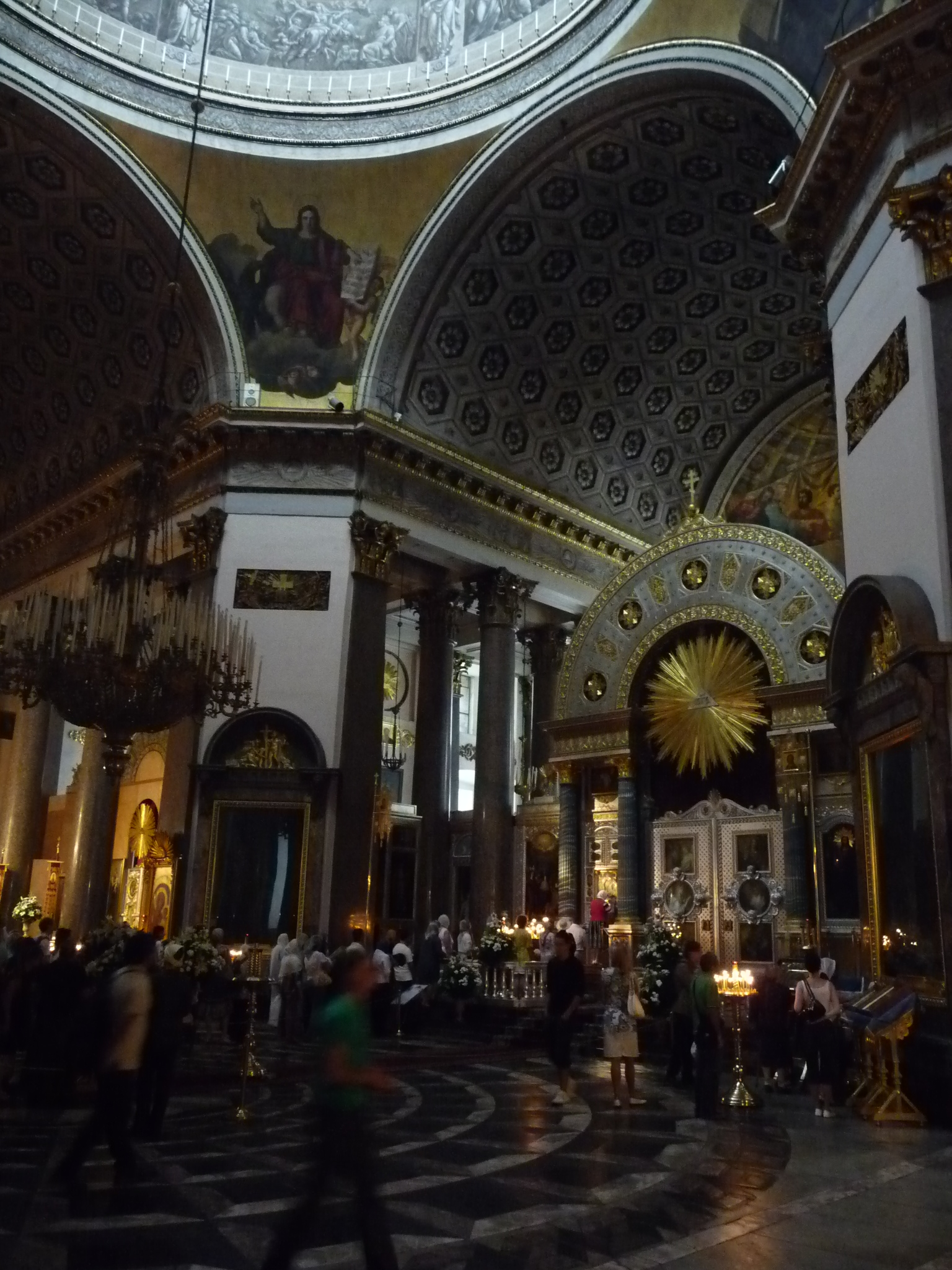
Dettaglio dell'interno: nei pennacchi della cupola sono raffigurati gli Evangelisti
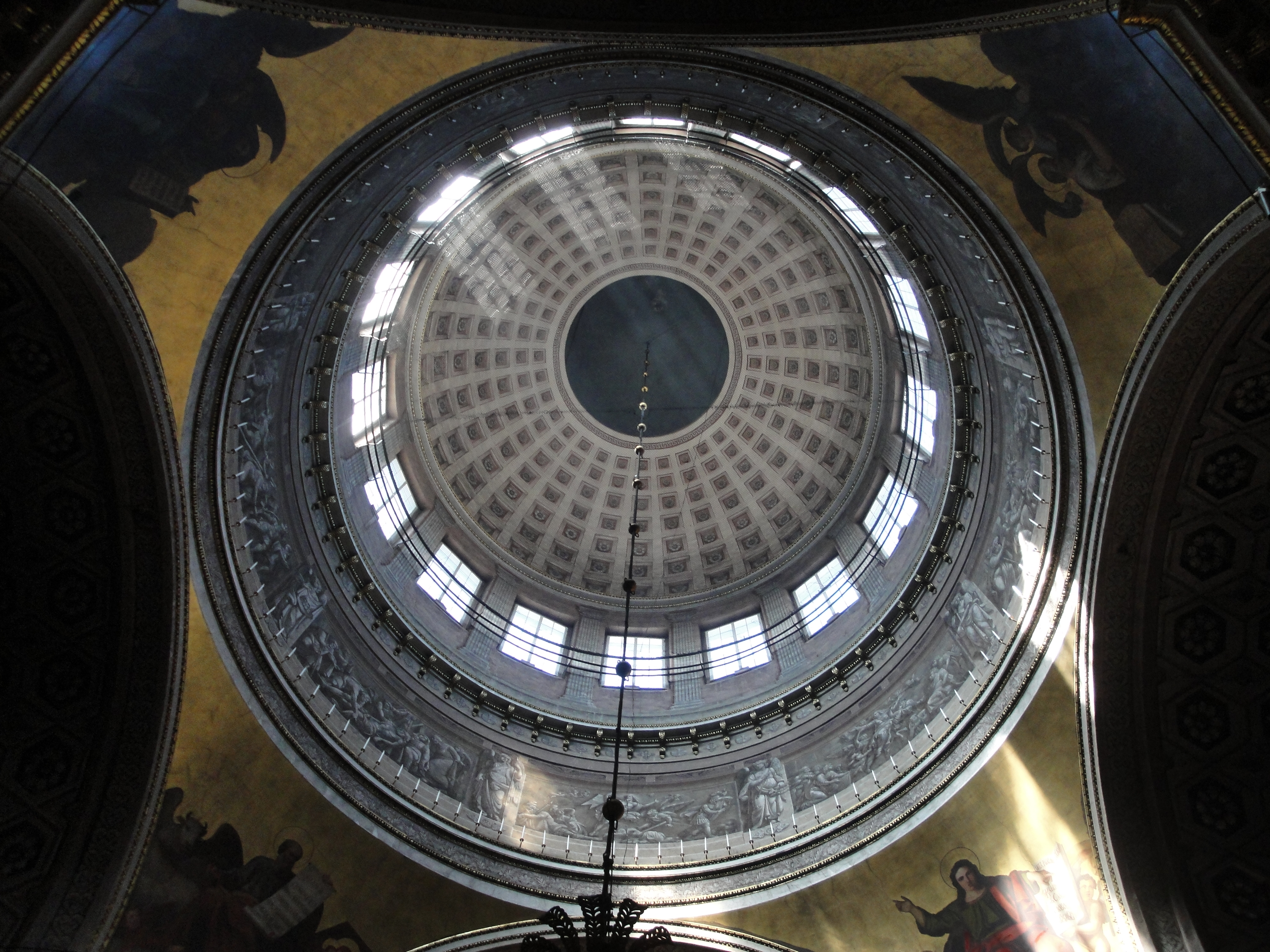
La cupola
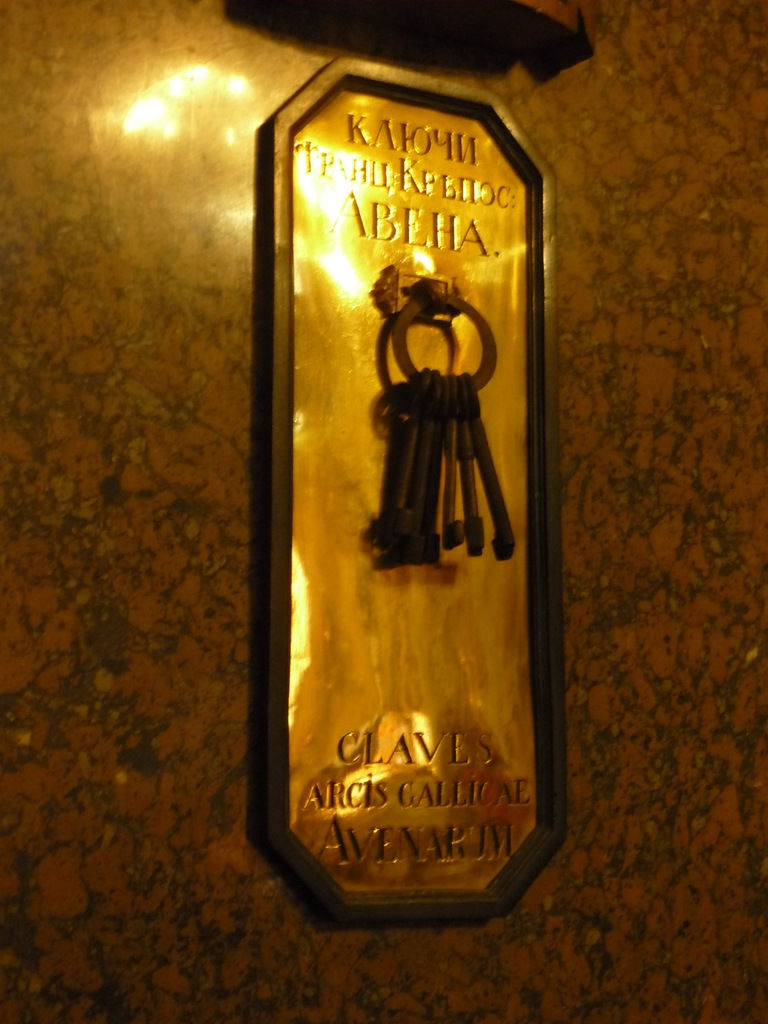
Alcune delle diciassette chiavi delle città sconfitte
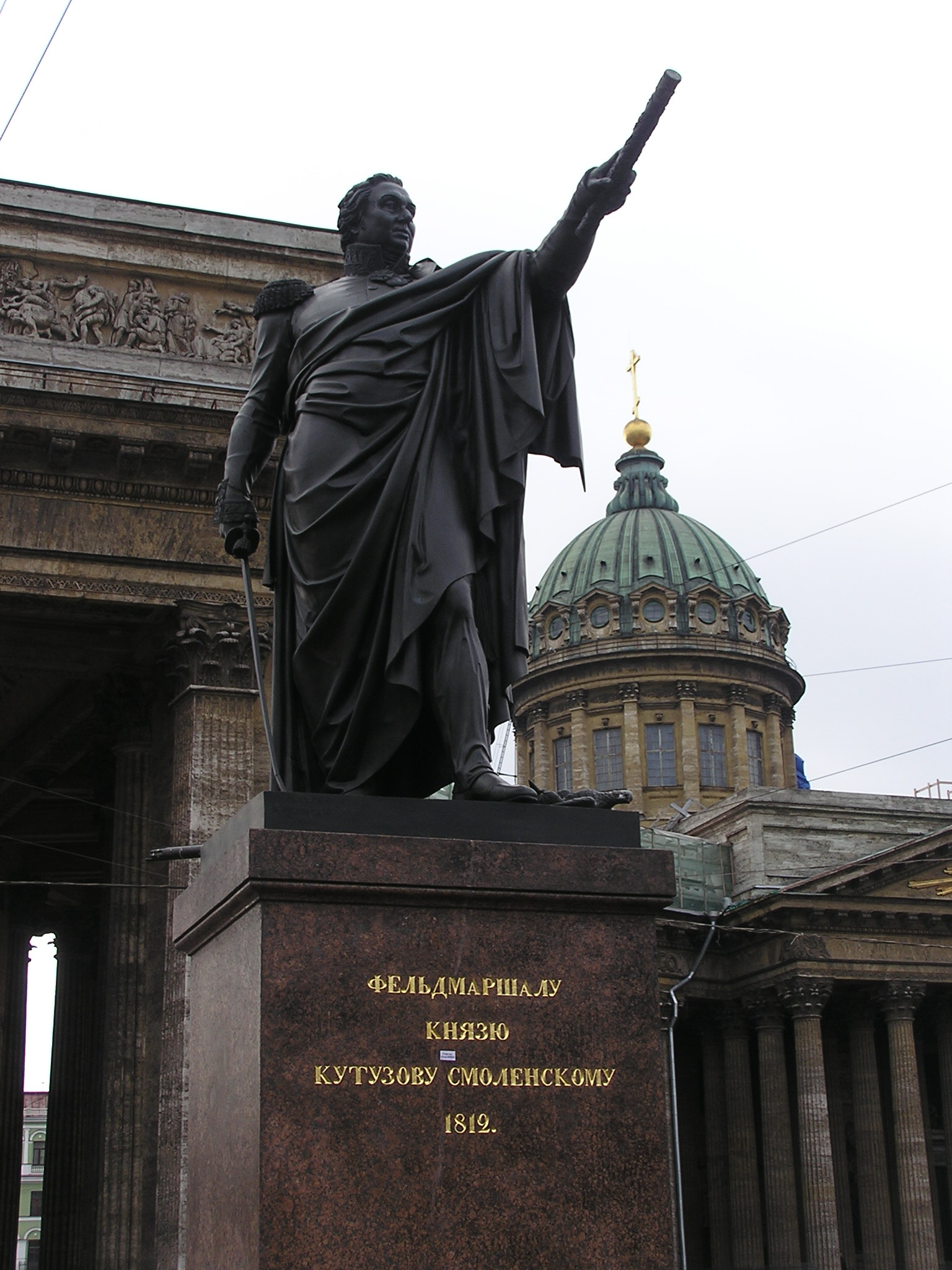
Il monumento a Kutuzov
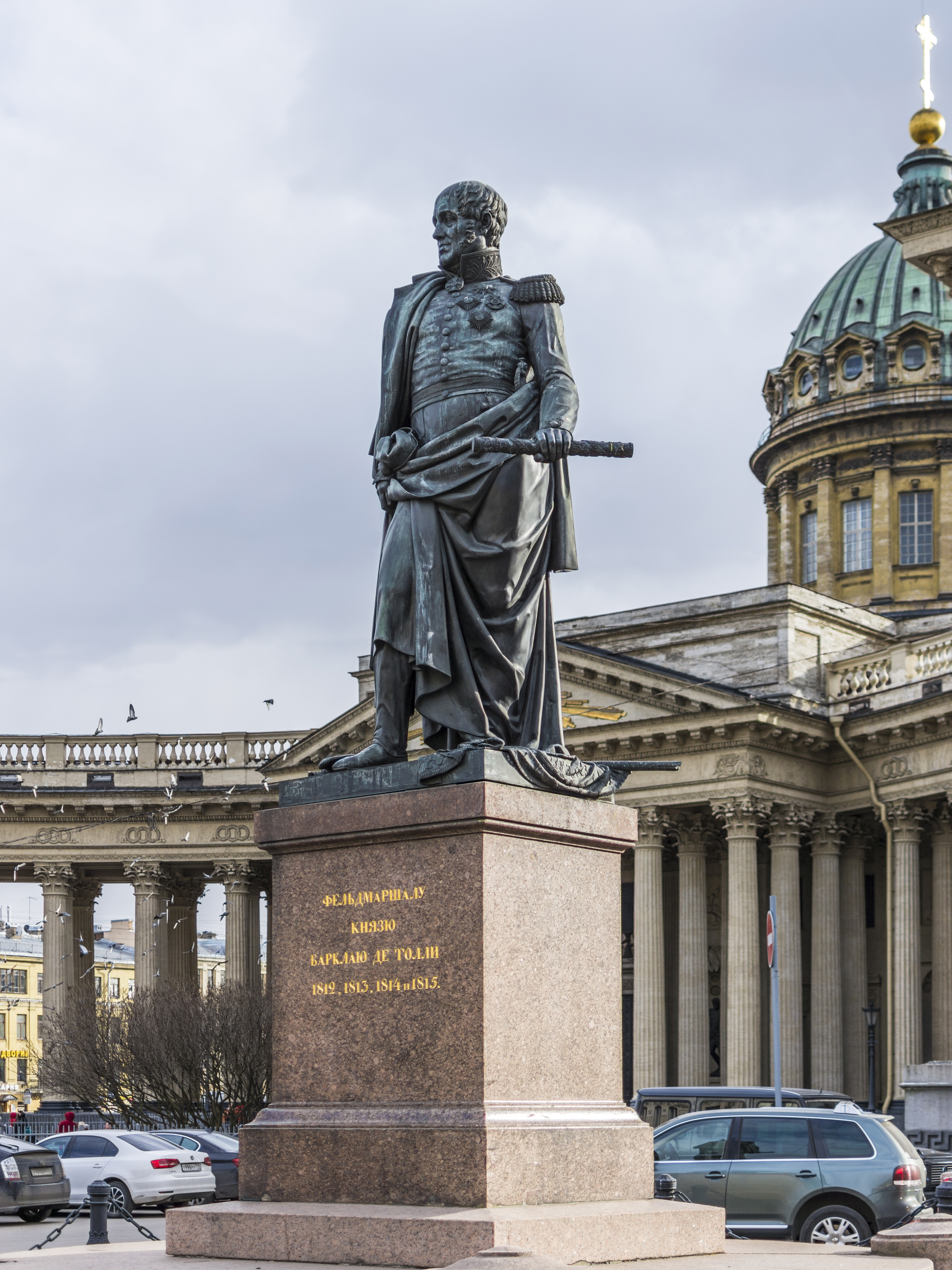
Il monumento a Barclay de Tolly
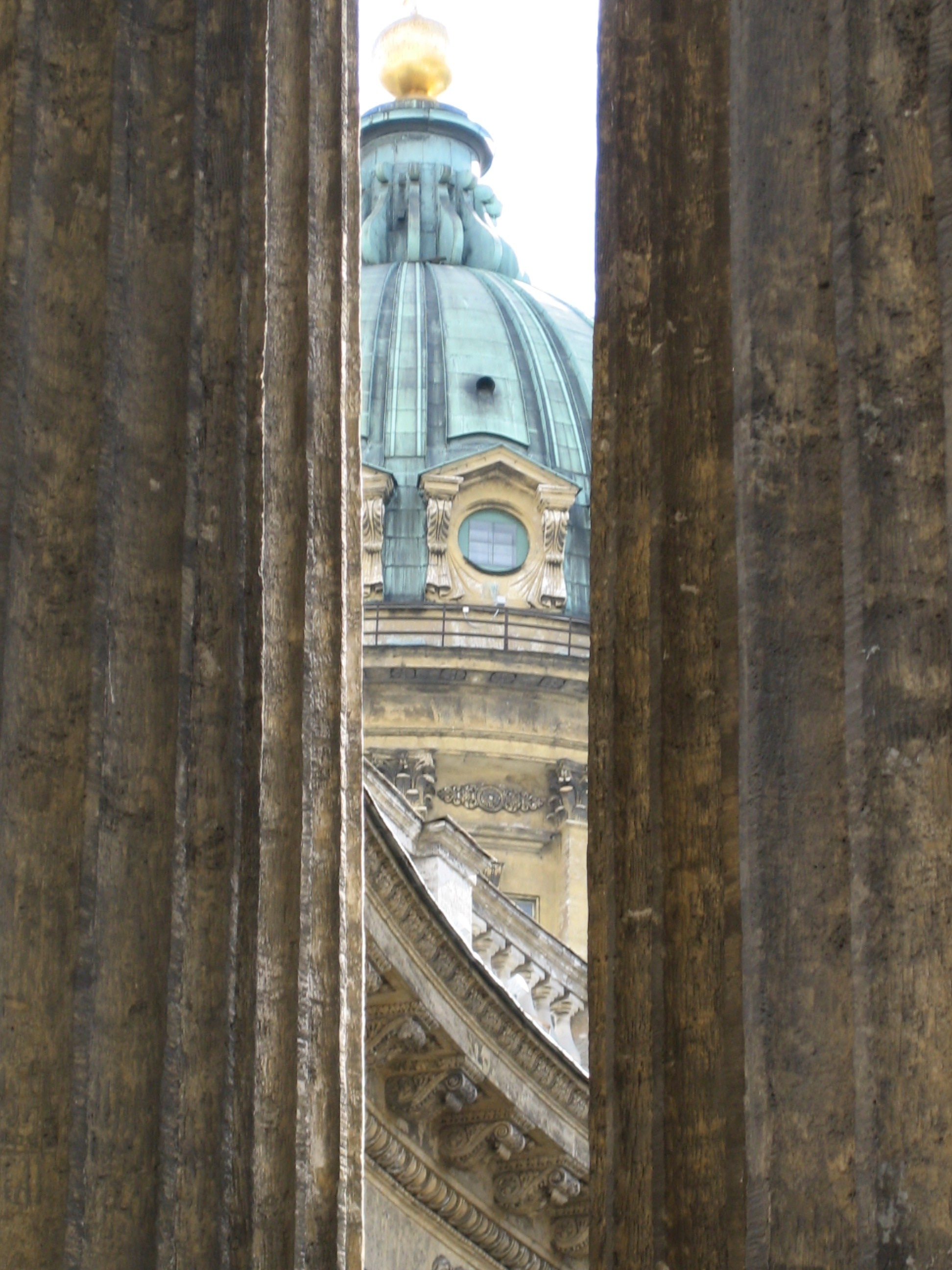
Vista della Cattedrale attraverso le colonne